# 卢修斯·沃克
盧修斯·馬歇爾「馬什」·沃克准將（英語：Lucius Marshall "Marsh" Walker，1829年10月18日 – 1863年9月7日） 是一名美國內戰期間的邦聯軍將領。他在一場與約翰·馬默杜克的決鬥中重傷而死。

## 外部連結
- 阿肯色州歷史和文化百科上的內容 （页面存档备份，存于）